# 巴布里清真寺拆除事件
巴布里清真寺拆除事件是1992年12月6日巴布里清真寺遭到拆除的事件。
20世纪80年代，印度教教区协会要求在巴布里清真寺所在地建造一座供奉罗摩的印度教神廟，這一主張得到印度人民党的支持。
1992年12月6日，印度教教区协会和印度人民黨在巴布里清真寺所在地组织了一場有15万人参加的集会。一些印度人民党领导人上台講話。後來參加集會的人群逐渐变得焦躁不安，并开始高喊口号。警方在清真寺周围拉起了警戒线。中午时分，一名年轻人挥舞着旗幟，设法穿過警戒线并爬上清真寺。然后許多人順勢冲进清真寺。由於警戒线旁的警察因人数远远少于集會人數而無法阻攔。集會人士用斧头、锤子和抓钩破壞清真寺，几个小时之内，整个清真寺就被夷为平地。 这次拆除行动导致印度印度教和印度伊斯蘭教穆斯林之間爆發数月的衝突，造成至少2000人死亡。
时任印度总理纳拉辛哈·拉奥因此受到批评。
2009年，法官曼莫汉·辛格·利伯汉表示有68人对清真寺拆除事件负有责任，其中大部分是印度人民党的领导人。

## 后果

### 騷亂
巴布里清真寺被拆毀後印度全国各地穆斯林對此非常愤怒，並引发了数月的暴亂，印度教教徒和穆斯林之間互相攻击，許多人烧毁和抢劫房屋、商店和礼拜场所。几位印度人民党领导人被拘留，印度政府宣佈暫時禁止印度教教区协会活動。尽管如此，孟买、苏拉特、艾哈迈达巴德、坎普尔、德里、博帕尔等几个城市仍然出現騷亂，最终导致2000多人死亡，其中大部分死者是穆斯林。仅1992年12月和1993年1月期間的孟買騷亂就造成约900人死亡。拆除事件和随后发生的骚乱是1993年孟买爆炸案發生的主要原因之一。包括印度聖戰者组织在内的吉哈德主義组织表示巴布里清真寺拆除事件是他們發動聖戰的原因之一。

### 司法判决
2020年9月30日，法院以证据不确凿為由，宣佈32名被告无罪。特别法庭法官苏伦德拉·库马尔·亚达夫表示，“清真寺的拆除並非是有預謀的。”

## 国际反应

### 巴基斯坦
巴基斯坦外交部不滿巴布里清真寺被拆除而召见印度大使表達抗议，并呼吁联合国和伊斯兰合作组织向印度施压，要求該國保护穆斯林的权利。巴基斯坦全国各地举行罢工，穆斯林袭击并摧毁了30座印度教神庙以及印度航空位于拉合爾的办公室。巴基斯坦的穆斯林還呼籲要消滅印度和印度教。伊斯兰堡真納大學的学生焚烧了印度总理纳拉辛哈·拉奥的肖像，并呼吁对印度教徒發動“圣战”。有巴基斯坦印度教教徒表示，由於受到巴基斯坦穆斯林的騷擾，他們希望能獲得印度公民身份。

### 孟加拉国
清真寺被拆除之后，孟加拉国的穆斯林袭击并烧毁了全国各地的印度教寺庙、商店和房屋。一场印度与孟加拉国的板球比赛因大约5,000人试图冲进达卡的孟加拉國家體育場而中断。印度航空的达卡办事处遭到袭击并被摧毁。孟加拉國的騷亂造成10人死亡，11座印度教寺庙和几所房屋被摧毀。受騷亂影響，孟加拉国印度教的印度教教徒减小1993年的杜尔加女神节庆祝活动規模，同时呼吁修复被毁坏的寺庙并對此进行调查。

### 中东
海湾阿拉伯国家合作委员会谴责印度拆除巴布里清真寺的行为。海湾阿拉伯国家合作委员会還通过了一项决议，認定拆除行為为“针对穆斯林圣地的犯罪”。海湾阿拉伯国家合作委员会成员国中，沙特阿拉伯也谴责了拆除行为。印度政府則批评海湾阿拉伯国家合作委员会干涉其内政。伊朗最高领袖阿里·哈梅內伊也谴责拆除清真寺的舉動，并呼吁印度應采取更多措施保护印度穆斯林。阿联酋政府同樣谴责拆除事件。阿聯酋境內爆發抗议，抗议者向印度教寺庙和印度驻杜拜领事馆投掷石块。在艾因，當地有人放火焚烧了一所印度学校的女生楼。阿联酋警方逮捕并驱逐了许多参与暴力事件的外籍巴基斯坦人和印度人。迪拜警察部队总司令谴责外国人在该国的暴力行为。

### 英国
英国多座印度教寺庙遭到穆斯林袭击，有人向印度教寺廟丟燃烧瓶以及纵火，甚至有一座印度教寺庙被大火完全烧毁。锡克教谒师所、印度教社区中心和其他印度文化建筑也遭到袭击。